# Huldange-Forge
Huldange-Forge (luxembourgeois : Schmëdd ou Schmëtt) est un lieu-dit de la commune luxembourgeoise de Troisvierges.

## Géographie
Huldange-Forge est situé au nord d'Huldange, le long de la route nationale 7, à la frontière belge. Il s'agit de la localité la plus septentrionale du Luxembourg.
De 1839 à 1919, le tripoint Luxembourg-Belgique-Prusse se situait à Huldange-Forge.
On y trouve de nos jours un centre commercial.